# اولاف روگنزاک
اولاف روگنزاک (آلمانی: Olaf Roggensack؛ زادهٔ ۲۹ مهٔ ۱۹۹۷) قایقران روئینگ اهل آلمان است.